# Zwitsers voetbalkampioenschap 1899/00
In 1899/00 werd het derde seizoen van het nationale voetbalkampioenschap in Zwitserland georganiseerd.

## Modus
De Serie A werd in twee groepen verdeeld in plaats van drie zoals in het vorige seizoen. Voor een overwinning kreeg een team twee punten en voor een gelijkspel een. De winnaar van elke groep plaatste zich voor de finale.

## Groep Oost
| Plaats | Team                       | Wed | Winst | Gelijk | Nederl. | Saldo | Punten |
| ------ | -------------------------- | --- | ----- | ------ | ------- | ----- | ------ |
| 1      | Grasshopper-Club Zürich    | 8   | 8     | 0      | 0       | 32:9  | 16     |
| 2      | FC Zürich                  | 8   | 4     | 1      | 3       | 16:10 | 9      |
| 3      | Anglo-American Club Zürich | 8   | 3     | 0      | 5       | 9:21  | 6      |
| 4      | BSC Old Boys Basel         | 8   | 2     | 1      | 5       | 12:19 | 5      |
| 5      | Vereinigte FC St. Gallen   | 8   | 2     | 0      | 6       | 9:19  | 4      |

## Groep West
| Plaats | Team         | Wed | Winst | Gelijk | Nederl. | Saldo | Punten |
| ------ | ------------ | --- | ----- | ------ | ------- | ----- | ------ |
| 1      | FC Bern      | 2   | 2     | 0      | 0       | 5:2   | 4      |
| 2      | FC Neuchâtel | 2   | 0     | 0      | 2       | 2:5   | 0      |

## Finale
| Gaststad | Datum         | Team                    | Team    | Uitslag |
| -------- | ------------- | ----------------------- | ------- | ------- |
| Aarau    | 18 maart 1900 | Grasshopper-Club Zürich | FC Bern | 2:0     |

1897/98 ·
1898/99 ·
1899/00 ·
1900/01 ·
1901/02 ·
1902/03 ·
1903/04 ·
1904/05 ·
1905/06 ·
1906/07 ·
1907/08 ·
1908/09 ·
1909/10 ·
1910/11 ·
1911/12 ·
1912/13 ·
1913/14 ·
1914/15 ·
1915/16 ·
1916/17 ·
1917/18 ·
1918/19 ·
1919/20 ·
1920/21 ·
1921/22 ·
1922/23 ·
1923/24 ·
1924/25 ·
1925/26 ·
1926/27 ·
1927/28 ·
1928/29 ·
1929/30 ·
1930/31 ·
1931/32 ·
1932/33 ·
1933/34 ·
1934/35 ·
1935/36 ·
1936/37 ·
1937/38 ·
1938/39 ·
1939/40 ·
1940/41 ·
1941/42 ·
1942/43 ·
1943/44 ·
1944/45 ·
1945/46 ·
1946/47 ·
1947/48 ·
1948/49 ·
1949/50 ·
1950/51 ·
1951/52 ·
1952/53 ·
1953/54 ·
1954/55 ·
1955/56 ·
1956/57 ·
1957/58 ·
1958/59 ·
1959/60 ·
1960/61 ·
1961/62 ·
1962/63 ·
1963/64 ·
1964/65 ·
1965/66 ·
1966/67 ·
1967/68 ·
1968/69 ·
1969/70 ·
1970/71 ·
1971/72 ·
1972/73 ·
1973/74 ·
1974/75 ·
1975/76 ·
1976/77 ·
1977/78 ·
1978/79 ·
1979/80 ·
1980/81 ·
1981/82 ·
1982/83 ·
1983/84 ·
1984/85 ·
1985/86 ·
1986/87 ·
1987/88 ·
1988/89 ·
1989/90 ·
1990/91 ·
1991/92 ·
1992/93 ·
1993/94 ·
1994/95 ·
1995/96 ·
1996/97 ·
1997/98 ·
1998/99 ·
1999/00 ·
2000/01 ·
2001/02 ·
2002/03 ·
2003/04 ·
2004/05 ·
2005/06 ·
2006/07 ·
2007/08 ·
2008/09 ·
2009/10 ·
2010/11 ·
2011/12 ·
2012/13 ·
2013/14 ·
2014/15 ·
2015/16 ·
2016/17 ·
2017/18 ·
2018/19 ·
2019/20 ·
2020/21 ·
2021/22 ·
2022/23